# 哥打白沙罗
哥打白沙罗是馬來西亞雪蘭莪州八打灵县白沙罗区的一个市郊，距离吉隆坡市中心约12公里，属于八打灵再也北部第五区（PJU5）。

## 历史

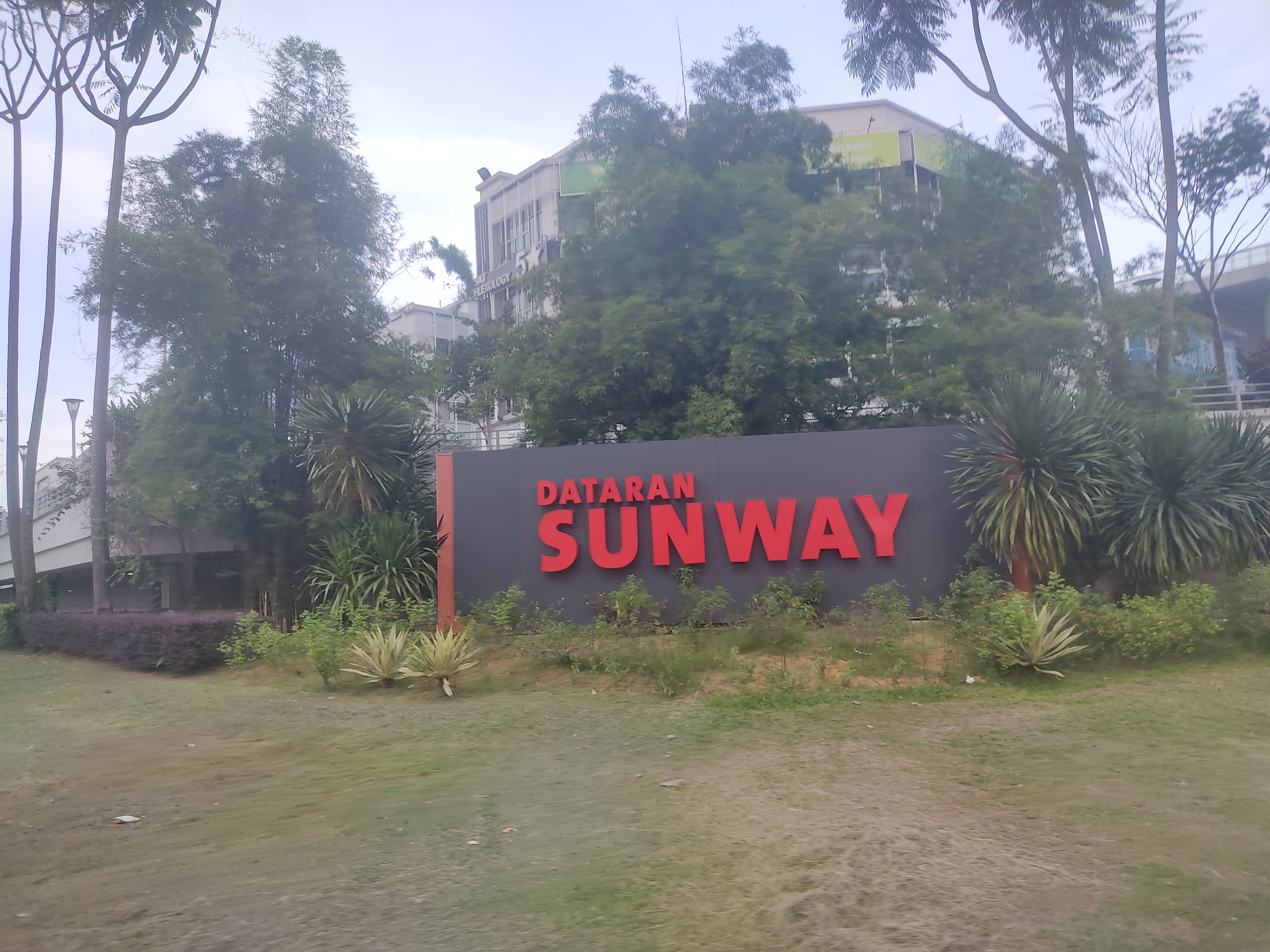
双威广场商业区

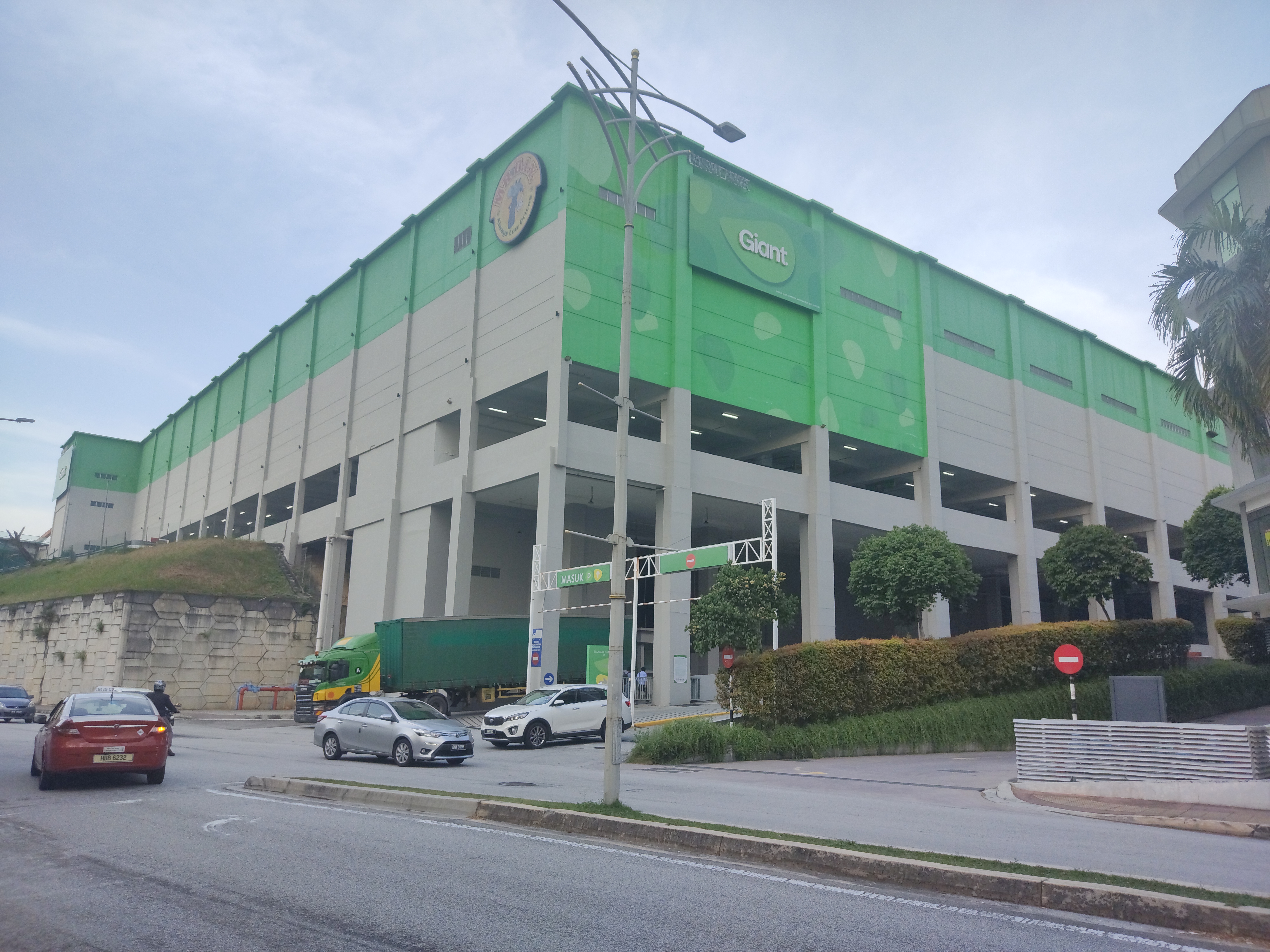
Giant超市

哥打白沙罗原本是一片森林保护区，西边为双溪毛糯工业园，南边为丽阳高尔夫球场而东南边为万达镇。哥白的发展始于1992年并由雪兰莪发展局（PKNS）负责。
其占地约为6平方公里，并分为12个社区：
- 第一区（雪兰莪科技园）－工业区，东南亚第一座巧克力博物馆便位于此，科技站便以其命名。
- 第二区同第一区为工业区
- 第三区（德哥打De Kota）－商业区和工业区
- 第四区－D'Shire Villa、Villa Damansara、Sierra Damansara 和中价公寓。
- 第五区－Seri Utama (由万达镇开发商开发)
- 第六区－主要快餐店如肯德基、麦当劳和必胜客都位于此。
- 第七区－灵市市政厅礼堂便位于此。
- 第八区－Pusrawi医院、州发展局分行和登记局 都位于此。
- 第九区－高级住宅区
- 第十区－雪兰莪马球俱乐部
- 第十一区－超市等便利设施
- 第十二区－双威广场（Dataran Sunway）、The Strand、Giant超市。
- 第十三区－Palm Spring公寓

其中还有4平方公里是植物园。

## 交通
哥打白沙罗交通四通八达。而要从灵市市区前往这里可通过白蒲大道（LDP）在珍珠白沙罗宜家附近的出口抵达。从梳邦再也可通过格华芝班道再进入旧梳邦机场路抵达，或者通过经过许多住宅区的马霍干尼道抵达。此外，)新巴生河流域大道（NKVE）也在这里设有出口。在建的白沙罗－莎亚南高架大道（DASH）也将经过这里。

### 公共交通

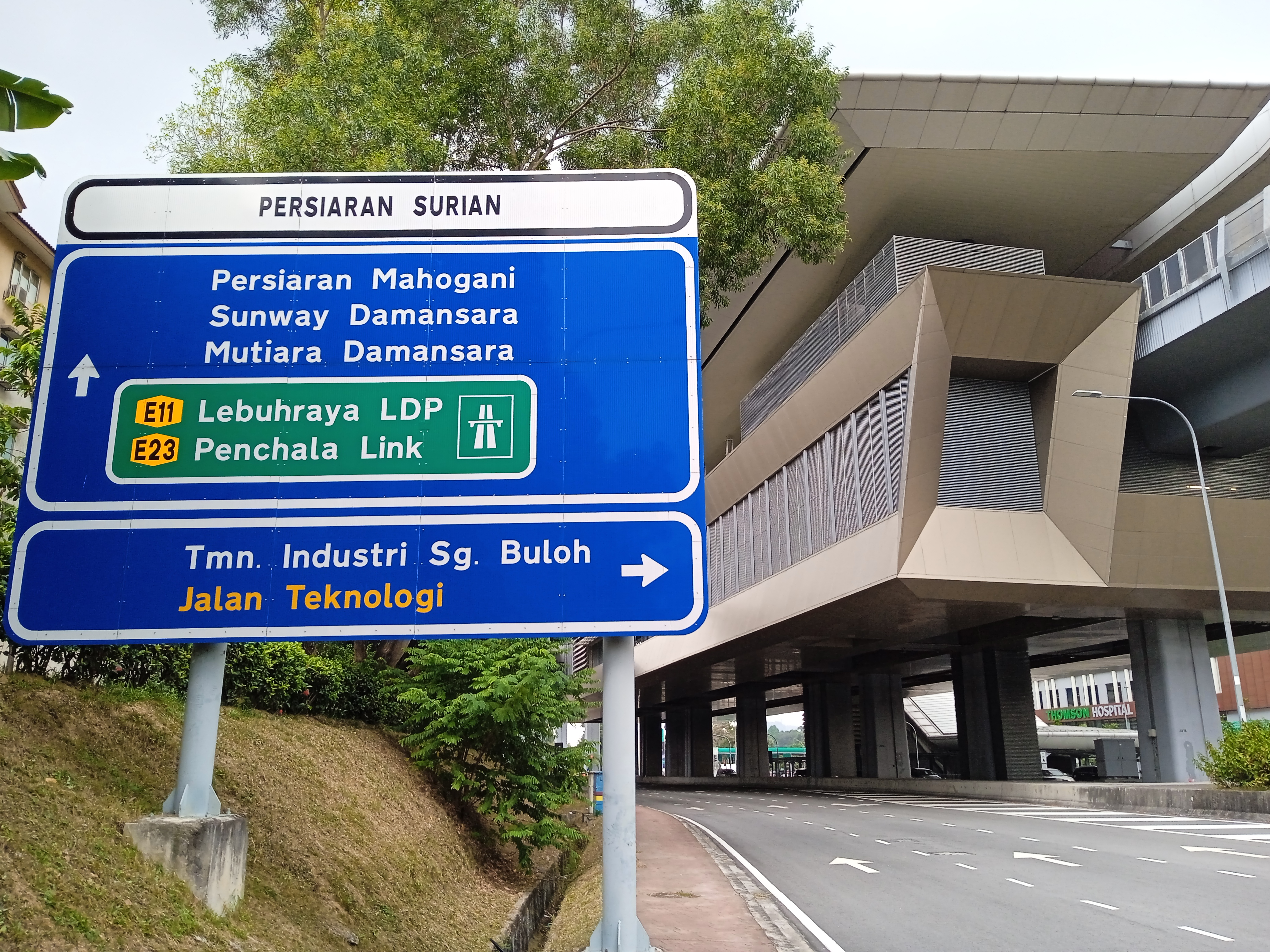
哥打白沙罗站.

2016年开放的加影线在哥打白沙罗设有二个车站 KG06 哥打白沙罗站和 KG07 苏丽雅站。不仅如此， KG05 桂莎中央站也提供接驳巴士服务至第6、7、8区。快捷通巴士780 路提供前往吉隆坡中央艺术坊站的服务（也可直接搭乘加影线前往此站），同时802 路可前往格拉那再也站。

## 教育
此区有三间小学、中学和Sri KDU私人学校。

### 高等学府
- 世纪大学（SEGi）
- 双德科技大学学院（International University College of Technology Twintech）

## 基建

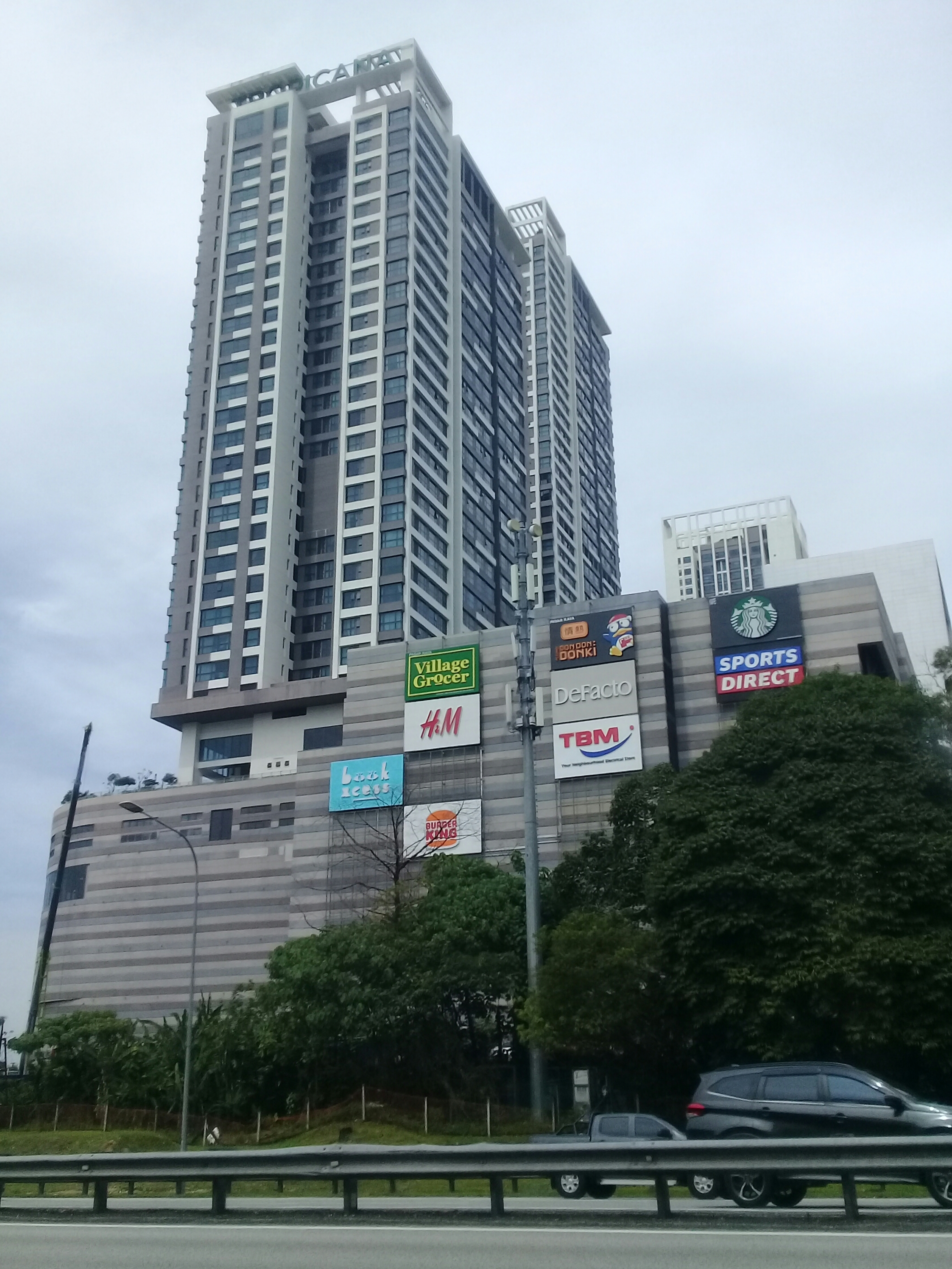
丽阳名捷城商场

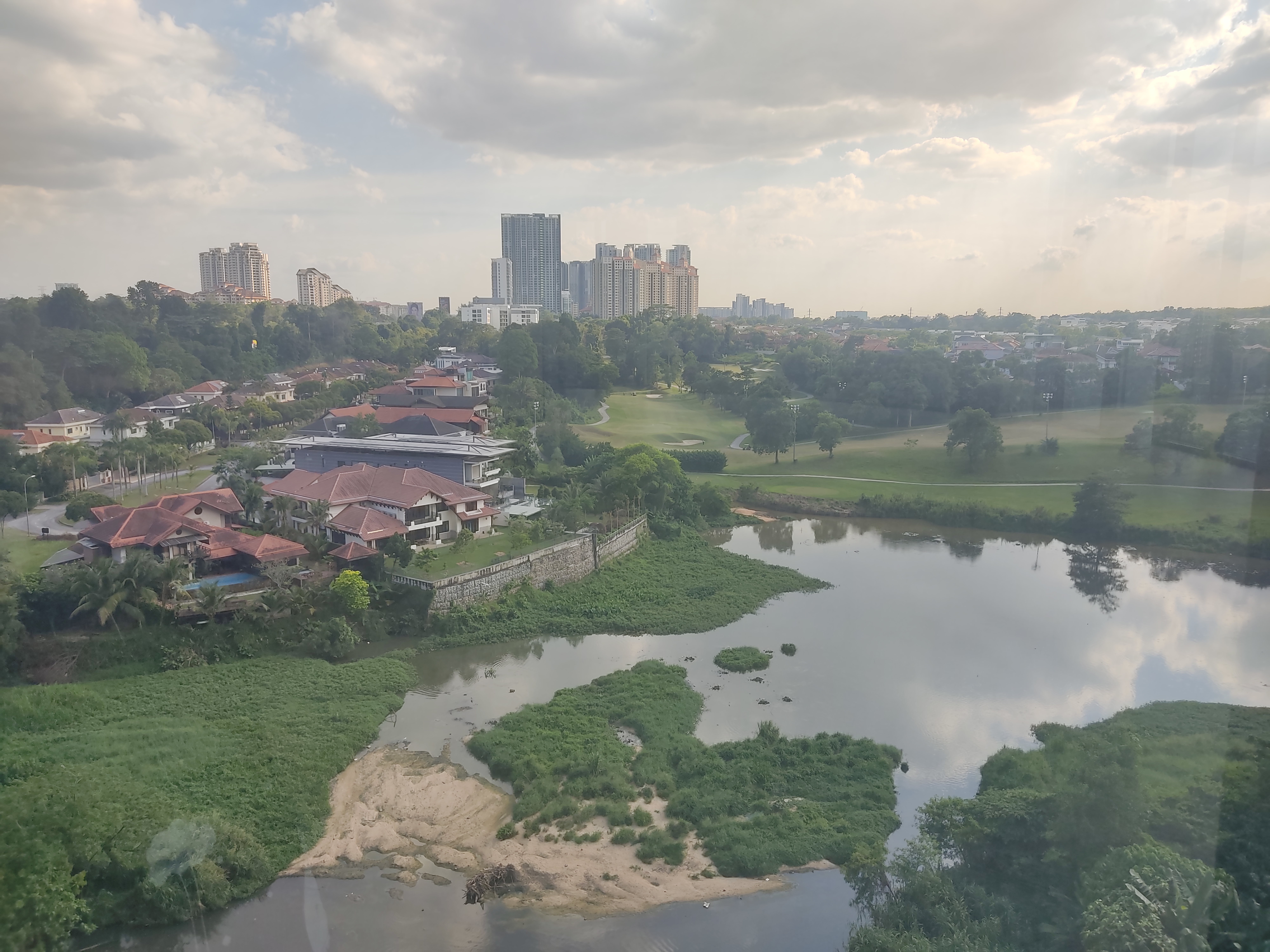
斯里雪兰莪高尔夫球场

### 商业区
- 双威广场（Dataran Sunway）[2]
- 丽阳名捷城商场（Tropicana Gardens Mall）
- Encorp Strand Mall
- Jaya Grocer Emporis Kota Damansara
- Giant Hypermarket Kota Damansara
- NSK Trade City Kota Damansara

### 公园
- 哥打白沙罗社区公园(Kota Damansara Community Forest Park)

### 住宿
- Best View Hotel

### 医院
- 丽阳医院（Tropicana Hospital）

### 高尔夫球场
- 斯里雪兰莪高尔夫球场（Seri Selangor）

## 政治
哥白属于双溪毛糯国会议席，该议席在马来西亚下议院的代表为来自希望联盟人民公正党的拉玛南，在2022年全国大选胜出。
同时，哥白属于以其名称命名的哥打白沙罗州议席，该议席在雪兰莪州议会的代表为来自人民公正党的Izuan Kasim。